# Classe Tegetthoff
La classe Tegetthoff, detta anche classe Viribus Unitis, fu una classe di corazzate monocalibro della k.u.k. Kriegsmarine (Imperiale e Regia Marina austro-ungarica) formata da quattro unità, di cui tre costruite a Trieste nello Stabilimento Tecnico Triestino e una presso il Cantiere Danubius di Fiume. La prima unità doveva essere la nave da battaglia Tegetthoff, così denominata in onore dell'ammiraglio Wilhelm von Tegetthoff, vincitore della battaglia di Lissa, ma venne rinominata Viribus Unitis dal motto dell'imperatore Francesco Giuseppe, mentre il nome Tegetthoff venne dato alla seconda unità ed è per questo che la classe viene detta sia Tegetthoff che Classe Viribus Unitis. Le altre due unità furono le corazzate Prinz Eugen e Szent István, quest'ultima costruita a Fiume ed affondata nel corso della nota Impresa di Premuda.